# 卡沙斯
卡沙斯（法語：Caixas，法語發音：[kaʃas] ⓘ）是法国东比利牛斯省的一个市镇，属于佩皮尼昂区。

## 地理
卡沙斯（42°34'58"N, 2°40'59"E）面积28.11 平方千米，位于法国奧克西塔尼大區东比利牛斯省，该省份为法国大陆部分最南部的省份，涵盖了北加泰罗尼亚，北起奥德省，西接阿列日省和安道尔，南与西班牙接壤，东临地中海。
与卡沙斯接壤的市镇（或旧市镇、城区）包括：圣米歇尔德约特、科贝尔、卡梅拉斯、卡斯泰尔努、蒙托里奥勒、卡尔梅耶、普吕内和贝尔皮奇、布勒达蒙、卡斯法布尔。
卡沙斯的时区为UTC+01:00、UTC+02:00（夏令时）。

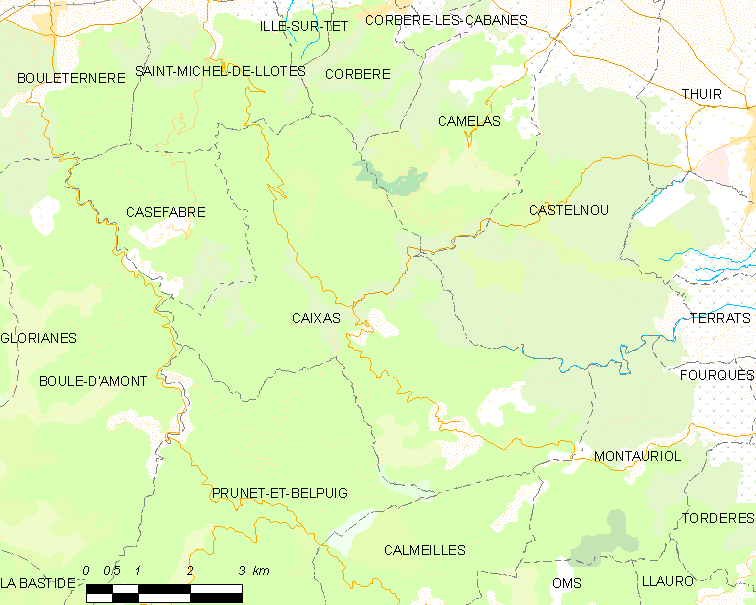
卡沙斯的OSM定位图

## 行政
卡沙斯的邮政编码为66300，INSEE市镇编码为66029。

## 政治
卡沙斯所属的省级选区为莱萨斯普尔县。

## 人口

1962-2008年间卡沙斯人口变化图示

卡沙斯于2022年1月1日时的人口数量为131人。